# Lövdalsskogens naturreservat
Lövdalsskogens naturreservat är ett naturreservat i Norrtälje kommun i Stockholms län.
Området är naturskyddat sedan 2005 och är 66 hektar stort. Reservatet ligger söder om Björndalssjön och Barsjön. Reservatet består av barrskog och barrblandskog samt tidigare odlad mark, Skräddarkärret, Storkärret och Lillkärret, som nu är bevuxen med lövträd.